# Zenon Błądek
Zenon Błądek (ur. 1926 w Bliżycach, zm. 7 października 2024 w Puszczykowie) – polski architekt i znawca hotelarstwa.

## Życiorys
Absolwent Wydziału Architektury Szkoły Inżynierskiej w Poznaniu i takiego samego wydziału na Politechnice Gdańskiej (1968). Od 1952 do 1959 pełnił nadzór inspektorski przy odbudowie Starego Miasta w Poznaniu ze zniszczeń II wojny światowej, a do 1963 pełnił też funkcję zastępcy głównego architekta województwa poznańskiego. Był też kierownikiem Oddziału Urbanistyki Wojewódzkiej Rady Narodowej w Poznaniu. Od 1969 zatrudniony w Zarządzie Inwestycji Hoteli "Orbis" w Poznaniu, a potem w oddziale Instytutu Turystyki w Poznaniu. Od 1976 był wykładowcą Instytutu Architektury i Planowania Przestrzennego Politechniki Poznańskiej (Wydział Budownictwa Lądowego). Autor publikacji z dziedziny hotelarstwa. Później profesor Wyższej Szkoły Turystyki i Hotelarstwa w Warszawie, członek zespołu architektonicznego "Palladium Architekci" oraz działacz Zrzeszenia Hoteli Polskich. Autor publikacji fachowych w "Hotelarzu".

## Realizacje
Był autorem lub współautorem następujących obiektów:
- hotel "Kosmos" - Toruń (rozebrany w 2008, w jego miejsce Ibis Budget)
- hotel "Kasprowy" - Zakopane,
- hotel "Forum" - Warszawa,
- hotel "Merkury" - Poznań,
- sieć "Novoteli" w Polsce[4],
- hotel "Edison" - Baranowo koło Poznania,
- hotel "Nafta" - Krosno (nagroda II stopnia w konkursie ogólnopolskim Budowa Roku 1998),
- hotel w Margoninie,
- hotel "Bukowy Dworek" - Gronów, okolice Łagowa,
- hotel "Rohan" - Szczawno-Zdrój,
- hotel "Wenus" - Kazimierz Dolny,
- hotel w Jachrance,
- hotel ZZK - Wisła (Czarne),
- hotel w Świeciu,
- grillowisko z zespołem wielofunkcyjnym - Ząbki,
- hotel "Energetyk" - Ostrołęka[5].

## Publikacje
Do najważniejszych jego dzieł należą: "Kształtowanie programów i funkcji hoteli miejskich", "Wyposażenie obiektów hotelarskich", "Udostępnianie obiektów hotelarskich dla osób niepełnosprawnych".